# サムットプラーカーン県

サムットプラーカーン県
จังหวัดสมุทรปราการ

- この項目は英語版を元に作成されています。

サムットプラーカーン県（サムットプラーカーンけん、タイ語: จังหวัดสมุทรปราการ）はタイ王国・中部の県（チャンワット）の一つ。バンコク都とチャチューンサオ県に接する。

## 地理
サムットプラーカーンはチャオプラヤー川がタイランド湾に流れ出る河口に位置するため、県庁所在地付近をパークナム（ปากน้ำ、河口の意）と呼ぶことがある。バンコク首都圏に含まれる県である。
県はチャオプラヤー川にまたがっているが、西岸部は田園地帯やマングローブ林、エビ養殖場などと言った農村・漁村地帯であるのに対し、東岸部はスクンビット通り、並びにバンコク・スカイトレイン沿線を中心にバンコクから伸びる市街地や、トヨタ自動車やパナソニックなどの日系企業の工場地帯が広がっており、日本人居住者も多い。また東南アジア最大級となるスワンナプーム国際空港が県内にある。

## 歴史
県の設立はアユタヤ王朝時代にまで遡り、プラプラデーンが海港（ただし、チャオプラヤー川の中にあった）として建設されたことに始まる。その後ラーマ2世は1819年はタークシン王が放棄していた海港の建設に再び着手した。最終的には、チャオプラヤー川の両岸に合計6箇所の港が建設された。そして河口付近の島には、宗教的な意味合いからプラ・サムットチェディが建設された。このため、県名がサムット・プラーカーン（海辺の城壁）と呼ばれるようになった。なお、現在でもこのとき建設された港が2箇所残っており、それぞれピースアサムット要塞、プラ・チュラチョームクラオ要塞という。1893年のパークナム事件（シャム危機）ではタイ海軍とフランス海軍が軍事衝突した場所である。

1943年から1946年までバンコクに編入されていた。

## 県章

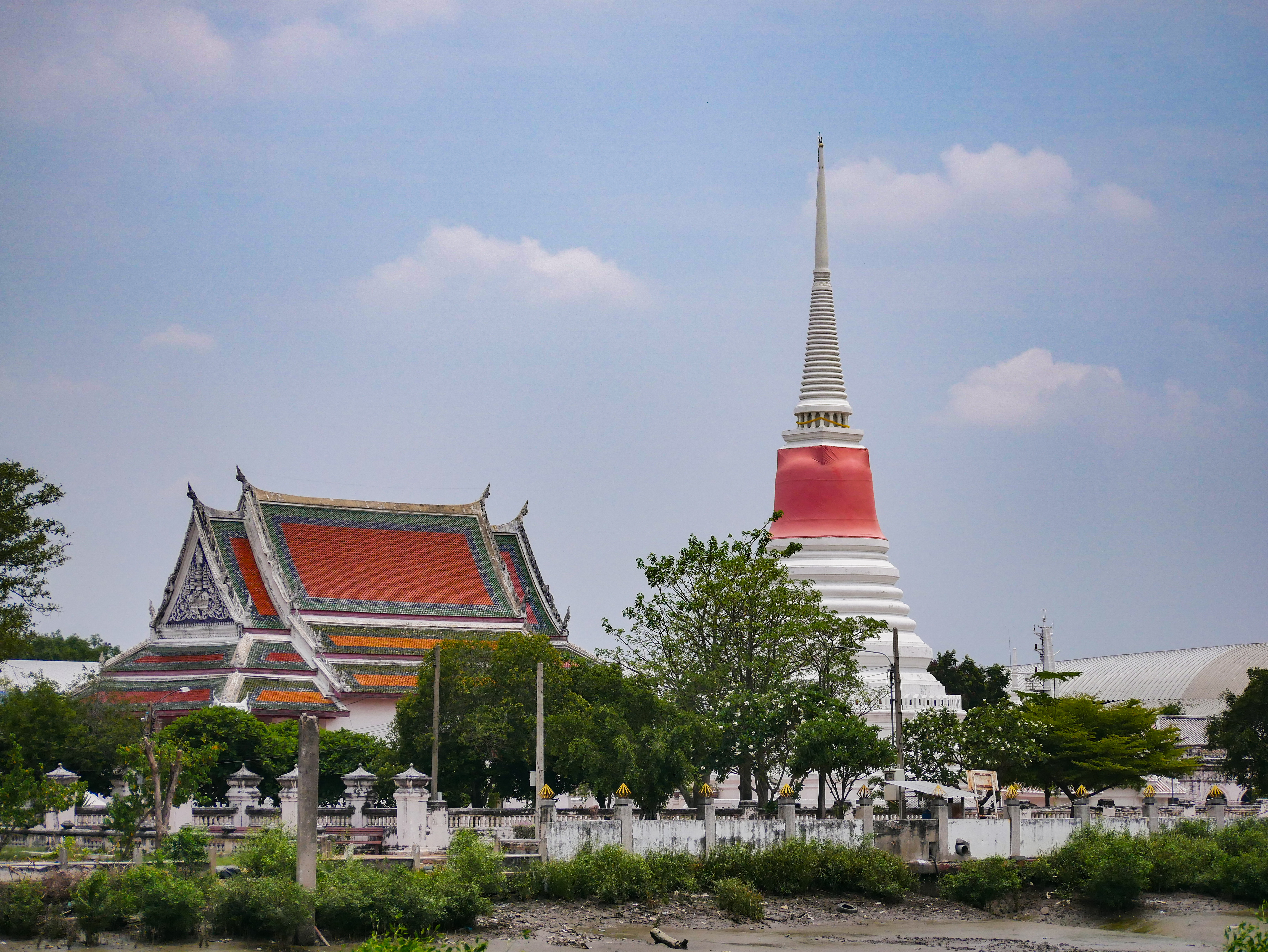
県章と同じ構図のチェディ

県章には前項で挙げたプラ・サムットチェディが描かれている。

県木はサキシマハマボウ（Thespesia populnea）である。

## 隣接する県
- バンコク
- チャチューンサオ県

## 行政区
サムットプラーカーン県は6つの郡（アムプー）にわかれ、その下に50の町（タムボン）と、405の村（ムーバーン）がある。
| 1. ムアンサムットプラーカーン郡（ムアン） 2. バーンボー郡 3. バーンプリー郡 4. プラプラデーン郡 5. プラサムットチェーディー郡 6. バーンサオトン郡 | サムットプラーカーンの郡 |

## 主な施設
- スワンナプーム国際空港
- エラワン・ミュージアム
- サムットプラカーン市展望台
- ムアンボーラーン (古代都市屋外博物館)
- ワット・バンプリーヤイクラーン
- プミポン橋（英語版）